# José Antônio Lisboa
José Antônio Lisboa (Rio de Janeiro, 23 de fevereiro de 1777 — Rio de Janeiro, 29 de julho de 1850) foi um matemático, filósofo e político brasileiro.
Foi ministro da Fazenda do Brasil, de 2 de outubro a 3 de novembro de 1830.

## Homenagens
No bairro de Aparecida, na cidade de Alvorada, no Rio Grande do Sul, existe a rua José Antônio Lisboa.